# Agrilinus tashigaonae
Agrilinus tashigaonae är en skalbaggsart som beskrevs av Rowan M. Emberson och Zdzisława Stebnicka 2001. Agrilinus tashigaonae ingår i släktet Agrilinus och familjen Aphodiidae. Inga underarter finns listade i Catalogue of Life.